# Delta24-sterolo reduttasi
La delta24-sterolo reduttasi è un enzima appartenente alla classe delle ossidoreduttasi, che catalizza la seguente reazione:
5α-colest-7-en-3β-olo + NADP+ ⇄ 5α-colesta-7,24-dien-3β-olo + NADPH + H+
L'enzima agisce su un ampio gruppo di steroidi con un doppio legame 24(25), tra cui lanosterolo, desmosterolo e zimosterolo.